# Gouvernement Cameron (1)
Royaume-Uni
Brown Cameron II
Le gouvernement Cameron I (en anglais : First Cameron ministry) est le gouvernement du Royaume-Uni de Grande-Bretagne et d'Irlande du Nord entre le 11 mai 2010 et le 8 mai 2015, sous la 55e législature de la Chambre des communes.
Il est dirigé par le conservateur David Cameron, vainqueur des élections générales à la majorité relative, et repose sur une coalition entre le Parti conservateur et les Libéraux-démocrates. Il succède au gouvernement du travailliste Gordon Brown et cède le pouvoir au gouvernement Cameron II après que les conservateurs ont remporté la majorité absolue des sièges aux élections générales de 2015.

## Historique du mandat
Ce gouvernement est dirigé par le nouveau Premier ministre conservateur David Cameron, précédemment chef de l'opposition officielle. Il est constitué et soutenu par une coalition entre le Parti conservateur et les Libéraux-démocrates (LibDems), qui disposent ensemble de 363 députés sur 650, soit 55,8 % des sièges de la Chambre des communes.
Il est formé à la suite des élections générales du 6 mai 2010.
Il succède donc au gouvernement du travailliste Gordon Brown, constitué et soutenu par le seul Parti travailliste (Labour).

### Formation
Le Premier ministre Gordon Brown annonce le 5 avril 2010 que les prochaines élections générales seront convoquées le 6 mai suivant. Le scrutin aboutit pour la première fois depuis février 1974 à la formation d'un « Parlement minoritaire » (Hung Parliament) dans lequel les conservateurs disposent du plus grand nombre de sièges, suivis par les travaillistes.
Six jours après la tenue du scrutin, le chef du Parti conservateur et chef de l'opposition officielle David Cameron est nommé Premier ministre par la reine Élisabeth II et annonce qu'il formera un gouvernement de coalition avec les LibDems. Le pacte entre les deux formations accorde cinq postes au sein du cabinet aux libéraux-démocrates, dont celui de vice-Premier ministre qui revient à Nick Clegg le lendemain, lors de la formation effective du nouvel exécutif. Une première démission intervient moins de trois semaines après la mise sur pied du nouveau gouvernement : reconnaissant avoir perçu indument des notes de frais, le secrétaire en chef du Trésor David Laws renonce à ses fonctions le 29 mai au profit de Danny Alexander, jusqu'ici secrétaire d'État pour l'Écosse.

### Succession
Au cours des élections générales du 7 mai 2015, le Parti conservateur remporte une courte majorité absolue des sièges alors que les sondages auguraient d'un résultat très serré face au Parti travailliste, tandis que les Libéraux-démocrates enregistrent une déroute. Reconduit, le Premier ministre sortant annonce dès le lendemain un certain nombre de ministres et complète la liste des membres de son second gouvernement le 11 mai.

## Composition

### Initiale (11 mai 2010)
| Fonction                                                                                                 | Titulaire | Titulaire | Titulaire                             | Parti        |
| --- | --------- | --------- | ------------------------------------- | ------------ |
| Premier ministre Premier lord du Trésor Ministre de la Fonction publique                                 |           |           | David Cameron                         | Conservateur |
| Vice-Premier ministre Lord président du Conseil                                                          |           |           | Nick Clegg                            | LibDems      |
| Premier secrétaire d'État Secrétaire d'État aux Affaires étrangères et du Commonwealth                   |           |           | William Hague                         | Conservateur |
| Chancelier de l'Échiquier                                                                                |           |           | George Osborne                        | Conservateur |
| Lord chancelier Secrétaire d'État à la Justice                                                           |           |           | Kenneth Clarke                        | Conservateur |
| Secrétaire d'État à l'Intérieur Ministre des Femmes et des Égalités                                      |           |           | Theresa May                           | Conservateur |
| Secrétaire d'État à la Défense                                                                           |           |           | Liam Fox (jusqu'au 14/10/2011)        | Conservateur |
| Secrétaire d'État à la Défense                                                                           |           |           | Philip Hammond                        | Conservateur |
| Secrétaire d'État aux Affaires, à l'Innovation et aux Compétences Président de la Commission du Commerce |           |           | Vince Cable                           | LibDems      |
| Secrétaire d'État au Travail et aux Retraites                                                            |           |           | Iain Duncan Smith                     | Conservateur |
| Secrétaire d'État à l'Énergie et au Changement climatique                                                |           |           | Chris Huhne (jusqu'au 03/02/2012)     | LibDems      |
| Secrétaire d'État à l'Énergie et au Changement climatique                                                |           |           | Edward Davey                          | LibDems      |
| Secrétaire d'État à la Santé                                                                             |           |           | Andrew Lansley                        | Conservateur |
| Secrétaire d'État à l'Éducation                                                                          |           |           | Michael Gove                          | Conservateur |
| Secrétaire d'État aux Communautés et aux Collectivités locales                                           |           |           | Eric Pickles                          | Conservateur |
| Secrétaire d'État aux Transports                                                                         |           |           | Philip Hammond (jusqu'au 14/10/2011)  | Conservateur |
| Secrétaire d'État aux Transports                                                                         |           |           | Justine Greening                      | Conservateur |
| Secrétaire d'État à l'Environnement, à l'Alimentation et aux Affaires rurales                            |           |           | Caroline Spelman                      | Conservateur |
| Secrétaire d'État au Développement international                                                         |           |           | Andrew Mitchell                       | Conservateur |
| Secrétaire d'État pour l'Irlande du Nord                                                                 |           |           | Owen Paterson                         | Conservateur |
| Secrétaire d'État pour l'Écosse                                                                          |           |           | Danny Alexander (jusqu'au 29/05/2010) | LibDems      |
| Secrétaire d'État pour l'Écosse                                                                          |           |           | Michael Moore                         | LibDems      |
| Secrétaire d'État pour le Pays de Galles                                                                 |           |           | Cheryl Gillan                         | Conservateur |
| Secrétaire d'État à la Culture, aux Jeux olympiques, aux Médias et aux Sports                            |           |           | Jeremy Hunt                           | Conservateur |
| Secrétaire en chef du Trésor                                                                             |           |           | David Laws (jusqu'au 29/05/2010)      | LibDems      |
| Secrétaire en chef du Trésor                                                                             |           |           | Danny Alexander                       | LibDems      |
| Leader de la Chambre des lords Chancelier du duché de Lancastre                                          |           |           | Thomas Galbraith                      | Conservateur |
| Ministre sans portefeuille                                                                               |           |           | Sayeeda Warsi                         | Conservateur |
| Leader de la Chambre des communes Lord du sceau privé                                                    |           |           | George Young                          | Conservateur |

### Remaniement du4 septembre 2012
- Les nouveaux ministres sont indiqués en gras, ceux ayant changé d'attributions en italique.

| Fonction | Titulaire | Titulaire | Titulaire                              | Parti        |
| --- | --------- | --------- | -------------------------------------- | ------------ |
| Premier ministre Premier lord du Trésor Ministre de la Fonction publique                                                        |           |           | David Cameron                          | Conservateur |
| Vice-Premier ministre Lord président du Conseil                                                                                 |           |           | Nick Clegg                             | LibDems      |
| Premier secrétaire d'État Secrétaire d'État aux Affaires étrangères et du Commonwealth                                          |           |           | William Hague                          | Conservateur |
| Chancelier de l'Échiquier |           |           | George Osborne                         | Conservateur |
| Lord chancelier Secrétaire d'État à la Justice                                                                                  |           |           | Chris Grayling                         | Conservateur |
| Secrétaire d'État à l'Intérieur                                                                                                 |           |           | Theresa May                            | Conservateur |
| Secrétaire d'État à la Défense                                                                                                  |           |           | Philip Hammond                         | Conservateur |
| Secrétaire d'État aux Affaires, à l'Innovation et aux Compétences Président de la Commission du Commerce                        |           |           | Vince Cable                            | LibDems      |
| Secrétaire d'État au Travail et aux Retraites                                                                                   |           |           | Iain Duncan Smith                      | Conservateur |
| Secrétaire d'État à l'Énergie et au Changement climatique                                                                       |           |           | Edward Davey                           | LibDems      |
| Secrétaire d'État à la Santé |           |           | Jeremy Hunt                            | Conservateur |
| Secrétaire d'État à l'Éducation                                                                                                 |           |           | Michael Gove                           | Conservateur |
| Secrétaire d'État aux Communautés et aux Collectivités locales                                                                  |           |           | Eric Pickles                           | Conservateur |
| Secrétaire d'État aux Transports                                                                                                |           |           | Patrick McLoughlin                     | Conservateur |
| Secrétaire d'État à l'Environnement, à l'Alimentation et aux Affaires rurales                                                   |           |           | Owen Paterson                          | Conservateur |
| Secrétaire d'État au Développement international                                                                                |           |           | Justine Greening                       | Conservateur |
| Secrétaire d'État pour l'Irlande du Nord                                                                                        |           |           | Theresa Villiers                       | Conservateur |
| Secrétaire d'État pour l'Écosse                                                                                                 |           |           | Michael Moore (jusqu'au 07/10/2013)    | LibDems      |
| Secrétaire d'État pour l'Écosse                                                                                                 |           |           | Alistair Carmichael                    | LibDems      |
| Secrétaire d'État pour le Pays de Galles                                                                                        |           |           | David Jones                            | Conservateur |
| Secrétaire d'État à la Culture, aux Médias et aux Sports Ministre des Femmes et des Égalités Ministre des Égalités (09/04/2014) |           |           | Maria Miller (jusqu'au 09/04/2014)     | Conservateur |
| Secrétaire d'État à la Culture, aux Médias et aux Sports Ministre des Femmes et des Égalités Ministre des Égalités (09/04/2014) |           |           | Sajid Javid                            | Conservateur |
| Secrétaire en chef du Trésor |           |           | Danny Alexander                        | LibDems      |
| Leader de la Chambre des lords Chancelier du duché de Lancastre                                                                 |           |           | Thomas Galbraith (jusqu'au 07/01/2013) | Conservateur |
| Leader de la Chambre des lords Chancelier du duché de Lancastre                                                                 |           |           | Jonathan Hill                          | Conservateur |
| Leader de la Chambre des communes Lord du sceau privé                                                                           |           |           | Andrew Lansley                         | Conservateur |

### Remaniement du15 juillet 2014
- Les nouveaux ministres sont indiqués en gras, ceux ayant changé d'attributions en italique.

| Fonction                                                                                                 | Titulaire | Titulaire | Titulaire           | Parti        |
| --- | --------- | --------- | ------------------- | ------------ |
| Premier ministre Premier lord du Trésor Ministre de la Fonction publique                                 |           |           | David Cameron       | Conservateur |
| Vice-Premier ministre Lord président du Conseil                                                          |           |           | Nick Clegg          | LibDems      |
| Premier secrétaire d'État Leader de la Chambre des communes                                              |           |           | William Hague       | Conservateur |
| Chancelier de l'Échiquier                                                                                |           |           | George Osborne      | Conservateur |
| Lord chancelier Secrétaire d'État à la Justice                                                           |           |           | Chris Grayling      | Conservateur |
| Secrétaire d'État à l'Intérieur                                                                          |           |           | Theresa May         | Conservateur |
| Secrétaire d'État aux Affaires étrangères et du Commonwealth                                             |           |           | Philip Hammond      | Conservateur |
| Secrétaire d'État à la Défense                                                                           |           |           | Michael Fallon      | Conservateur |
| Secrétaire d'État aux Affaires, à l'Innovation et aux Compétences Président de la Commission du Commerce |           |           | Vince Cable         | LibDems      |
| Secrétaire d'État au Travail et aux Retraites                                                            |           |           | Iain Duncan Smith   | Conservateur |
| Secrétaire d'État à l'Énergie et au Changement climatique                                                |           |           | Edward Davey        | LibDems      |
| Secrétaire d'État à la Santé                                                                             |           |           | Jeremy Hunt         | Conservateur |
| Secrétaire d'État à l'Éducation Ministre des Femmes et des Égalités                                      |           |           | Nicky Morgan        | Conservateur |
| Secrétaire d'État aux Communautés et aux Collectivités locales                                           |           |           | Eric Pickles        | Conservateur |
| Secrétaire d'État aux Transports                                                                         |           |           | Patrick McLoughlin  | Conservateur |
| Secrétaire d'État à l'Environnement, à l'Alimentation et aux Affaires rurales                            |           |           | Liz Truss           | Conservateur |
| Secrétaire d'État au Développement international                                                         |           |           | Justine Greening    | Conservateur |
| Secrétaire d'État pour l'Irlande du Nord                                                                 |           |           | Theresa Villiers    | Conservateur |
| Secrétaire d'État pour l'Écosse                                                                          |           |           | Alistair Carmichael | LibDems      |
| Secrétaire d'État pour le Pays de Galles                                                                 |           |           | Stephen Crabb       | Conservateur |
| Secrétaire d'État à la Culture, aux Médias et aux Sports                                                 |           |           | Sajid Javid         | Conservateur |
| Secrétaire en chef du Trésor                                                                             |           |           | Danny Alexander     | LibDems      |
| Leader de la Chambre des lords Lord du sceau privé                                                       |           |           | Tina Stowell        | Conservateur |